# Bełdów
Bełdów is een dorp in de Poolse woiwodschap Łódź. De plaats maakt deel uit van de gemeente Aleksandrów Łódzki en telt 310 inwoners.